# 森林冒險家-里歐與帝帝
《森林冒險家-里歐與帝帝》（英文：Leo & Tig）是一部俄羅斯的動畫影集的兒童電視節目。

## 角色

### 主要角色
- 里歐（Leo）

花豹
配音：（美國）；徐瑀甄（台灣）
- 帝帝（Tig）

老虎
配音：（美國）；劉如蘋（台灣）
- 熊胖爺爺
- 噗噗

山豬